# 하비에르 페레스 (태권도 선수)
하비에르 페레스 폴로(스페인어: Javier Pérez Polo, 1996년 10월 11일~)는 스페인의 태권도 선수이다. 2024년 하계 올림픽 남자 페더급에 참가했으며 세계 선수권 대회에서 은메달 1개를 획득했다.